# Anderlecht
Anderlecht este una din cele 19 comune din Regiunea Capitalei Bruxelles, Belgia. Este situată în partea de sud-vest a aglomerației Bruxelles, și se învecinează cu comunele Bruxelles, Dilbeek, Forest, Molenbeek-Saint-Jean, Sint-Pieters-Leeuw și Saint-Gilles. Localitatea este cunoscută pe plan internațional în principal datorită clubului de fotbal R.S.C. Anderlecht ce se află pe teritoriul acesteia.

## Istorie
Primele urme ale unor așezări uname datează din epoca pietrei iar pe teritoriul comunei au fost găsite și vestigiile unei așezări romane și onecropolă merovingiană. De actualul Anderlecht putem vorbi cu începere din secolul al XI-lea, când actualul teritoriu al Anderlechtului și al Dilbeekului constituiau un domeniu seniorial. Alte două sate, Dilbeek și Aa, vor depinde de Anderlecht până în 1260. Între secolele al XII-lea și al XIV-lea Anderlecht se dezvoltă și devine unul dintre cele mai importante sat din regiunea Bruxelles-ului. 
La sfârșitul secolului al XI-lea este consturită, pe ruinele unei vechi bazilici romane, catedrala Sfântului Guidon. 
Pe teritoriul comunei s-au desfășurat o serie de bătălii în perioada Evului Mediu: în 1356 bătălia de la Scheut, între Contele de Flandra și cel de Brabant.
Din punct de vedere fiscal, începând cu 1295, Anderlechtul va plăti impozit Bruxelului, apoi din 1394 până în 1794 va fi scutit de impozit. În 1250 va apărea o casă de fecioare consfințite, apoi la Scheut o mănăstire cartusiană, în secolul al XV-lea. În aceeași perioadă, comuna are în jur de zece mori, plus o grămadă de berării. În 1521, Erasmus din Rotterdam va locui la Anderlecht timp de câteva luni, în casa unui canonic.
În secolul al XVIII-lea Anderlechtul era încă un sat predominar agricol. În 1795, odată cu ocupația trupelor revoluționare franceze și cu punerea în practică a unei reforme administrative, Anderlecht devine o comună separată de Bruxelles, cu 1.600 de locuitori. În 1836 se înființează Școala Veterinară în satul Cureghem, pentru că zootehnia era principala ocupație a comunei. 
În secolul al XIX-lea profilul comunei se schimbă, numeroase fabrici și ateliere deschizându-se pe teritoriul acesteia. Creșterea demografică a comunei este încurajată și de dezvoltarea capitalei Bruxelles, ceea ce face ca centrul comunei Anderlecht să se mute spre est. Populația crește vertiginos, de la 6.000 locuitori în 1890 pâna la peste 65.000 de locuitori în 1910 și 98.300 în 1977. 

## Cartiere
- Aa
- Aumale
- Biestebroeck
- Birmingham - Demet
- Bon Air
- Broeck
- Cureghem
- Etangs - Maurice Careme
- La Petite Ile
- La Roue
- Meylemersch
- Moortebeek
- Neerpede
- Peterbos
- Saint-Guidon
- Scherdemael
- Scheut
- Scheutveld
- Veeweyde
- Vogelzang
- Wayez

## Personalități

### Personalități născute aici
- Guido van Anderlecht (c. 950 - 1012), sfânt creștin;
- Désiré Keteleer (1920 - 1970), ciclist;
- Philippe Thys (1889 - 1971), ciclist;
- William Vance (n. 1935), actor de comedie;
- Prințesa Elisabeta a Belgiei (n. 2001), fiică a regelui Filip al Belgiei;
- Prințul Gabriel al Belgiei (n. 2003), fiu al lui Filip al Belgiei;
- Emmanuel al Belgiei (n. 2005), fiu al lui Filip al Belgiei.

### Personalități al căror nume este legat de Anderlecht
- Papa Adrian al VI-lea (1459 - 1523), papă;
- Jacques Brel (1929 - 1978), cantautor, actor;
- Maurice Carême (1899 - 1978), poet;
- Erasmus din Rotterdam (1467/67? - 1536), teolog, umanist; unul dintre cei mai însemnați filozofi ai Renașterii și Reformei;
- Toots Thielemans (1922 - 2016), cântăreț de jazz.

## Orașe înfrățite
- Boulogne-Billancourt, Franța;
- Marino, Italia;
- Neukölln, Germania;
- Hammersmith and Fulham, Regatul Unit;
- Zaandam, Olanda;

1. ↑  Totale oppervlakte volgens het Kadasterregister, België, gewesten en provincies (în neerlandeză), Algemene Directie Statistiek[*]
2. ↑  GeoNames, accesat în 9 iulie 2017